# 2007–2008-as NFL-rájátszás
A National Football League 2007-es rájátszása vezet a 42. Super Bowlhoz, amit a University of Phoenix Stadiumban játszottak Glendale (Arizona)ben, Arizonában 2008. február 3-án. A rájátszás január 5-től január 20-ig tartott. A Super Bowlban az addig veretlen New England Patriots játszott a New York Giants ellen. A Giants megnyerte a mérkőzést.

## A kiemeltek
Mindkét főcsoportból a négy csoportgyőztes jut tovább, és garantáltan kiemelt csapat lesz (a győzelmi mutatók alapján, döntetlennél az egymás elleni mutató alapján). Az ötödik és a hatodik kiemelt csapat a következő két legjobb eredményt elérő csapat a főcsoportban és a csoportokban.
| Rájátszás kiemeltek |                                     |                                      |
| Kiemelés            | AFC                                 | NFC                                  |
| 1                   | New England Patriots (East győztes) | Dallas Cowboys (East győztes)        |
| 2                   | Indianapolis Colts (South győztes)  | Green Bay Packers (North győztes)    |
| 3                   | San Diego Chargers (West győztes)   | Seattle Seahawks (West győztes)      |
| 4                   | Pittsburgh Steelers (North győztes) | Tampa Bay Buccaneers (South győztes) |
| 5                   | Jacksonville Jaguars                | New York Giants                      |
| 6                   | Tennessee Titans                    | Washington Redskins                  |

## Wild Card kör

### 2008. január 5., vasárnap

#### NFC: Seattle Seahawks 35, Washington Redskins 14
|          | 1 | 2 | 3 | 4  | Végeredmény |
| -------- | - | - | - | -- | ----------- |
| Redskins | 0 | 0 | 0 | 14 | 14          |
| Seahawks | 7 | 3 | 3 | 22 | 35          |

a Qwest Fielden, Seattle, Washington
- Kezdés idő: 4:35 p.m. EST/1:35 p.m. PST
- Időjárás: 42°F/5°C (részben napos)
- Közvetítők (NBC): Tom Hammond, Cris Collinsworth és Bob Neumeier
- Főbíró: Walt Coleman
- Látogatottság:  68 297 fő
- Pontszerzések
  - 1. negyed
    - SEA - Leonard Weaver 17 yd TD futás (Josh Brown rugása), 3:45. Seahawks 7-0. Drive: 6 play, 45 yard, 3:21.

  - 2. negyed
    - SEA - Josh Brown 50 yd FG, 8:58. Seahawks 10-0. Drive: 5 play, 33 yard, 1:42.

  - 3. negyed
    - SEA - Josh Brown 33 yd FG, 4:30. Seahawks 13-0. Drive: 8 play, 52 yard, 4:24.

  - 4. negyed
    - WAS - Antwaan Randle El 7 yd TD passz Todd Collinstól (Shaun Suisham rugása), 14:53. Seahawks 13-7. Drive: 12 play, 84 yard, 4:37.
    - WAS - Santana Moss 30 yd TD passz Todd Collinstól (Shaun Suisham rúgása), 12:38. Redskins 14-13. Drive: 3 play, 42 yard, 1:19.
    - SEA - D.J. Hackett 20 yd TD passz Matt Hasselbecktől (Marcus Pollard passz Matt Hasselbecktől), 6:06. Seahawks 21-14. Drive: 5 play, 42 yard, 1:57.
    - SEA - Marcus Trufant 78 yd TD interception visszahordás (Josh Brown rúgása), 5:38. Seahawks 28-14.
    - SEA - Jordan Babineaux 57 yd TD interception visszahordás (Josh Brown rúgása), 0:27. Seahawks 35-14.

#### AFC: Jacksonville Jaguars 31, Pittsburgh Steelers 29
|          | 1 | 2  | 3 | 4  | Végeredmény |
| -------- | - | -- | - | -- | ----------- |
| Jaguars  | 7 | 14 | 7 | 3  | 31          |
| Steelers | 7 | 0  | 3 | 19 | 29          |

a Heinz Fielden, Pittsburgh, Pennsylvania
- Kezdés idő: 8:13 p.m. EST
- Időjárás: 39 °F/4 °C (enyhe eső)
- Közvetítők (NBC): Al Michaels John Madden és Andrea Kremer
- Főbíró: Scott Green
- Látogatottság: 63 629 fő
- Pontszerzések
  - 1. negyed
    - PIT - Najeh Davenport 1 yd TD futás (Jeff Reed rúgása), 10:03. Steelers 7-0. Drive: 10 play, 80 yard, 4:57.
    - JAC - Fred Taylor 1 yd TD futás (Josh Scobee rúgása), 9:39. Döntetlen 7-7. Drive: 1 play, 1 yard, 0:24.

  - 2. negyed
    - JAC - Rashean Mathis 63 yd TD interception visszahordás (Josh Scobee rúgása), 10:19. Jaguars 14-7.
    - JAC - Maurice Jones-Drew 43 yd TD passz David Garrardtól (Josh Scobee rúgása), 8:34. Jaguars 21-7. Drive: 3 play, 46 yard, 0:56.

  - 3. negyed
    - PIT - Jeff Reed 28 yd FG, 9:24. Jaguars 21-10. Drive: 8 play, 33 yard, 4:45.
    - JAC - Maurice Jones-Drew 10 yd futás (Josh Scobee rúgása), 4:39. Jaguars 28-10. Drive: 8 play, 82 yard, 4:45.

  - 4. negyed
    - PIT - Santonio Holmes 37 yd passz Ben Roethlisbergertől (Jeff Reed rúgása), 14:53. Jaguars 28-17. Drive: 10 play, 69 yard, 4:46.
    - PIT - Heath Miller 14 yd passz Ben Roethlisbergertől (futás sikertelen), 10:25. Jaguars 28-23. Drive: 10 play, 69 yard, 3:49.
    - PIT - Najeh Davenport 1 yd futás (passz sikertelen), 6:21. Steelers 29-28. Drive: 7 play, 16 yard, 2:29.
    - JAC - Josh Scobee 25 yd FG, 0:37. Jaguars 31-29. Drive: 8 play, 44 yard, 2:01.

### 2008. január 6., vasárnap

#### NFC: New York Giants 24, Tampa Bay Buccaneers 14
|            | 1 | 2  | 3 | 4 | Végeredmény |
| ---------- | - | -- | - | - | ----------- |
| Giants     | 0 | 14 | 3 | 7 | 24          |
| Buccaneers | 7 | 0  | 0 | 7 | 14          |

a Raymond James Stadiumban, Tampa, Florida
- Kezdés idő: 1:03 p.m. EST
- Időjárás: 70°F/21°C (napos)
- Közvetítők (FOX): Joe Buck, Troy Aikman, Chris Myers és Pam Oliver
- Főbíró: Walt Anderson
- Látogatottság: 65 621 fő
- Pontszerzés
  - 1. negyed
    - TB - Earnest Graham 1 yd TD futás (Matt Bryant rúgása), 1:49. Buccaneers 7-0. Drive: 10 play, 54 yard, 5:13.

  - 2. negyed
    - NYG - Brandon Jacobs 5 yd TD passz Eli Manningtől (Lawrence Tynes rúgása), 10:02. Döntetlen 7-7. Drive: 8 play, 53 yard, 4:04.
    - NYG - Brandon Jacobs 8 yd TD futása (Lawrence Tynes rúgása), 4:06. Giants 14-7. Drive: 7 play, 65 yard, 4:23.

  - 3. negyed
    - NYG - Lawrence Tynes 25 yd FG, 9:56. Giants 17-7. Drive: 9 play, 23 yard, 4:54.

  - 4. negyed
    - NYG - Amani Toomer 4 yd TD passz Eli Manningtől (Lawrence Tynes rúgása), 8:03. Giants 24-7. Drive: 15 play, 92 yard in 8:37
    - TB - Alex Smith 6 yd TD passz Jeff Garciától (Matt Bryant rúgása), 3:25. Giants 24-14. Drive: 12 play, 88 yard, 4:38.

#### AFC: Tennessee Titans 6, San Diego Chargers 17
|          | 1 | 2 | 3  | 4 | Végeredmény |
| -------- | - | - | -- | - | ----------- |
| Titans   | 3 | 3 | 0  | 0 | 6           |
| Chargers | 0 | 0 | 10 | 7 | 17          |

a Qualcomm Stadiumban, San Diego, California
- Kezdés idő: 4:35 p.m. EST/1:35 p.m. PST
- Időjárás: 57°F/14°C (esős)
- Közvetítők (CBS): Jim Nantz Phil Simms
- Főbíró: Ed Hochuli
- Látogatottság: 65 430 fő
- Pontszerzés
  - 1. negyed
    - TEN - Rob Bironas 30 yd FG, 9:37. Titans 3-0. Drive: 13 play, 61 yard, 5:23.

  - 2. negyed
    - TEN - Rob Bironas 44 yd FG, 0:00. Titans 6-0. Drive: 11 play, 39 yard, 3:06.

  - 3. negyed
    - SD - Nate Kaeding 20 yd FG, 9:41. Titans 6-3. Drive: 12 play, 86 yard, 5:19.
    - SD - Vincent Jackson 25 yd TD passz Philip Riverstől (Nate Kaeding rúgása), 2:35. Chargers 10-6. Drive: 7 play, 78 yard, 3:54.

  - 4. negyed
    - SD - LaDainian Tomlinson 1 yd TD futás (Nate Kaeding rúgása), 8:45. Chargers 17-6. Drive: 12 play, 72 yard, 5:18.

## Csoport rájátszás

### 2008. Január 12., szombat

#### NFC: Green Bay Packers 42, Seattle Seahawks 20
|          | 1  | 2  | 3 | 4 | Végeredmény |
| -------- | -- | -- | - | - | ----------- |
| Seahawks | 14 | 3  | 3 | 0 | 20          |
| Packers  | 14 | 14 | 7 | 7 | 42          |

a Lambeau Fielden, Green Bay, Wisconsin
- Kezdés idő: 4:30 p.m. EST/3:30 p.m. CST
- Időjárás: 31 °F/-1 °C, havazás
- Közvetítők (FOX): Kenny Albert, Daryl Johnson, Tony Siragusa
- Főbíró: Mike Carey
- Látogatottság: 72 928 fő
- Pontszerzés
  - 1. negyed
    - SEA - Shaun Alexander 1 yard futás (Josh Brown rúgása), 14:40. Seahawks 7-0. Drive: 1 play, 1 yard, 0:03.
    - SEA - Bobby Engram 11 yard passza Matt Hasselbecktől (Josh Brown rúgása), 10:59. Seahawks 14-0. Drive: 6 play, 49 yard, 2:52.
    - GB - Greg Jennings 15 yard passz Brett Favretól (Mason Crosby rúgása), 7:08. Seahawks 14-7. Drive: 6 play, 68 yard, 3:51.
    - GB - Ryan Grant 1 yard futás (Mason Crosby rúgása), 1:02. Döntetlen 14-14. Drive: 9 play, 64 yard, 4:50.

  - 2. negyed
    - GB - Greg Jennings 2 yard passz Brett Favretól (Mason Crosby rúgása), 13:22. Packers 21-14. Drive: 3 play, 18 yard, 1:32.
    - SEA - Josh Brown 29 yard field goal, 7:18. Packers 21-17. Drive: 11 play, 63 yard, 6:04.
    - GB - Ryan Grant 3 yard futás (Mason Crosby rúgása), 0:26. Packers 28-17. Drive: 14 play, 70 yard, 6:52.

  - 3. negyed
    - GB - Brandon Jackson 13 yard passz Brett Favretól (Mason Crosby rúgása), 10:25. Packers 35-17. Drive: 6 play, 66 yard, 3:29.
    - SEA - Josh Brown 27 yard field goal, 2:46. Packers 35-20. Drive: 14 play, 70 yard, 7:39.

  - 4. negyed
    - GB - Ryan Grant 1 yard futás (Mason Crosby rúgása), 13:26. Packers 42-20. Drive: 7 play, 65 yard, 4:20.

#### AFC: New England Patriots 31, Jacksonville Jaguars 20
|          | 1 | 2 | 3  | 4 | Végeredmény |
| -------- | - | - | -- | - | ----------- |
| Jaguars  | 7 | 7 | 3  | 3 | 20          |
| Patriots | 7 | 7 | 14 | 3 | 31          |

at Gillette Stadium, Foxborough, Massachusetts
- Kezdés idő: 8:00 p.m. EST
- Időjárás: 37 °F/3 °C, felhős és hideg
- Közvetítők (CBS): Jim Nantz, Phil Simms
- Főbíró: Jerome Boger
- Látogatottság: 68 756 fő
- Pontszerzés
  - 1. negyed
    - JAC - Matt Jones 8 yard passz David Garrardtól (Josh Scobee rúgása), 10:50. Jaguars 7-0. Drive: 9 play, 80 yard, 4:10.
    - NE - Benjamin Watson 3 yard passz Tom Bradytől (Stephen Gostkowski rúgása), 5:01. Döntetlen 7-7. Drive: 10 play, 74 yard, 5:49.

  - 2. negyed
    - NE - Laurence Maroney 1 yard futás (Stephen Gostkowski rúgás), 14:57. Patriots 14-7. Drive: 7 play, 29 yard, 3:33.
    - JAC - Ernest Wilford 6 yard passz David Garrardtól (Josh Scobee rúgása), 7:46. Döntetlen 14-14. Drive: 11 play, 95 yard, 7:11.

  - 3. negyed
    - NE - Wes Welker 6 yard passz Tom Bradytől (Stephen Gostkowski rúgása), 8:49. Patriots 21-14. Drive: 11 play, 82 yard, 6:11.
    - JAC - Josh Scobee 39 yard field goal, 4:04. Patriots 21-17. Drive: 9 play, 48 yard, 4:45.
    - NE - Benjamin Watson 9 yard passz Tom Bradytől (Stephen Gostkowski rúgása), 0:49. Patriots 28-17. Drive: 6 play, 76 yard, 3:15.

  - 4. negyed
    - JAC - Josh Scobee 25 yard field goal, 9:44. Patriots 28-20. Drive: 13 play, 86 yard, 6:05.
    - NE - Stephen Gostowski 35 yard field goal, 6:39. Patriots 31-20. Drive: 6 play, 63 yard, 3:05.

### 2008. Január 13., vasárnap

#### AFC: San Diego Chargers az Indianapolis Coltsnál
|          | 1 | 2 | 3  | 4 | Végeredmény |
| -------- | - | - | -- | - | ----------- |
| Chargers | 0 | 7 | 14 | 7 | 28          |
| Colts    | 7 | 3 | 7  | 7 | 24          |

az RCA Domeban, Indianapolis, Indiana
- Kezdés idő: 1:00 p.m.
- Időjárás: fedett stadionban játszották
- Közvetítők (CBS): Greg Gumbel, Dan Dierdorf
- Főbíró: Gerald Austin
- Látogatottság: 56 930 fő
- Pontszerzés
  - 1. negyed
    - IND - Dallas Clark 25 yard  passz Peyton Manningtől (Adam Vinatieri rúgása), 9:13. Colts 7-0. Drive: 9 play, 76 yard, 5:47.

  - 2. negyed
    - SD - Vincent Jackson 14 yard  passz Philip Riverstől (Nate Kaeding rúgása), 8:38. Döntetlen 7-7. Drive: 10 play, 78 yard, 7:16.
    - IND - Adam Vinatieri 47 yard field goal, 5:10. Colts 10-7. Drive: 8 play, 44 yard, 3:28.

  - 3. negyed
    - SD - Chris Chambers 30 yard  passz Philip Riverstől (Nate Kaeding rúgása), 11:33. Chargers 14-10. Drive: 6 play, 83 yard, 3:27.
    - IND - Reggie Wayne 9 yard  passz Peyton Manningtől (Adam Vinatieri rúgása), 2:53. Colts 17-14. Drive: 5 play, 50 yard, 3:02.
    - SD - Darren Sproles 56 yard  passz Philip Riverstől (Nate Kaeding rúgása), 0:00. Chargers 21-17. Drive: 5 play, 74 yard, 2:53.

  - 4. negyed
    - IND - Anthony Gonzalez 55 yard  passz Peyton Manningtől (Adam Vinatieri rúgása), 10:07. Colts 24-21. Drive: 3 play, 56 yard, 0:43.
    - SD - Billy Volek 1 yard  futás (Nate Kaeding rúgása), 4:50. Chargers 28-24. Drive: 8 play, 78 yard, 5:17.

#### NFC: New York Giants a Dallas Cowboysnál
|         | 1 | 2  | 3 | 4 | Végeredmény |
| ------- | - | -- | - | - | ----------- |
| Giants  | 7 | 7  | 0 | 7 | 21          |
| Cowboys | 0 | 14 | 3 | 0 | 17          |

a Texas Stadiumban, Irving, Texas
- Kezdés idő: 4:30 p.m. EST/3:30 p.m. CST
- Időjárás: 59 °F/15 °C
- Közvetítők (FOX): Joe Buck, Troy Aikman, Chris Myers és Pam Oliver
- Főbíró: Pete Morelli
- Látogatottság: 63 660 fő
- Pontszerzés
  - 1. negyed
    - NYG - Amani Toomer 52 yard passz Eli Manningtől (Lawrence Tynes rúgása), 11:50. Giants 7-0. Drive: 6 play, 77 yard, 3:10.

  - 2. negyed
    - DAL - Terrell Owens 5 yard passz Tony Romótól (Nick Folk rúgása), 14:56. Döntetlen 7-7. Drive: 9 play, 96 yard, 4:57.
    - DAL - Marion Barber 1 yard futás (Nick Folk rúgása), 0:53. Cowboys 14-7. Drive: 20 play, 90 yard, 10:28.
    - NYG - Amani Toomer 4 yard passz Eli Manningtől (Lawrence Tynes rúgása), 0:07. Döntetlen 14-14. Drive: 7 play, 71 yard, 0:46.

  - 3. negyed
    - DAL - Nick Folk 34 yard field goal, 6:53. Cowboys 17-14. Drive: 14 play, 62 yard, 8:07.

  - 4. negyed
    - NYG - Brandon Jacobs 1 yard futás (Lawrence Tynes rúgása), 13:29. Giants 21-17 Drive: 6 play, 37 yard, 2:24.

## Főcsoport bajnokság

### 2008. január 20., vasárnap

#### AFC: New England Patriots 21, San Diego Chargers 12
|          | 1 | 2  | 3 | 4 | Végeredmény |
| -------- | - | -- | - | - | ----------- |
| Chargers | 3 | 6  | 3 | 0 | 12          |
| Patriots | 0 | 14 | 0 | 7 | 21          |

a Gillette Stadiumban, Foxborough, Massachusetts
- Kezdés idő: 3:00 p.m. EST/12:00 p.m. PST
- Időjárás: 23 °F/-5 °C, kicsit felhős, szeles és hideg
- Közvetítők(CBS): Jim Nantz, Phil Simms és Steve Tasker
- Főbíró: Jeff Triplette
- Látogatottság: 68 756 fő
- Pontszerzés
  - 1. negyed
    - SD - Nate Kaeding 26 yard field goal, 2:55. Chargers 3-0. Drive: 7 play, 32 yard, 2:12.

  - 2. negyed
    - NE - Laurence Maroney 1 yard futás (Stephen Gostkowski rúgása), 13:48. Patriots 7-3. Drive: 10 play, 65 yard, 4:07.
    - SD - Nate Kaeding 23 yard field goal, 9:14. Patriots 7-6. Drive: 9 play, 65 yard, 4:34.
    - NE - Jabar Gaffney 12 yard passz Tom Bradytől (Stephen Gostkowski rúgása), 3:51. Patriots 14-6. Drive: 2 play, 24 yard, 0:45.
    - SD - Nate Kaeding 40 yard field goal, 0:08. Patriots 14-9. Drive: 6 play, 43 yard, 1:38.

  - 3. negyed
    - SD - Nate Kaeding 24 yard field goal, 8:36. Patriots 14-12. Drive: 8 play, 43 yard, 3:56.

  - 4. negyed
    - NE - Wes Welker 6 yard passz Tom Bradytől (Stephen Gostkowski rúgása), 12:15. Patriots 21-12. Drive: 8 play, 67 yard, 4:17.

#### NFC: New York Giants 23, Green Bay Packers 20 (OT)
|         | 1 | 2  | 3  | 4 | OT | Végeredmény |
| ------- | - | -- | -- | - | -- | ----------- |
| Giants  | 3 | 3  | 14 | 0 | 3  | 23          |
| Packers | 0 | 10 | 7  | 3 | 0  | 20          |

a Lambeau Fielden, Green Bay, Wisconsin
- Kezdés idő: 6:30 p.m. EST, 23:30 UTC
- Időjárás: -1 °F/-18 °C, tiszta, szél: 12 mph/19,3 km/h
- Közvetítők (FOX): Joe Buck, Troy Aikman, Chris Myers és Pam Oliver
- Főbíró: Terry McAulay
- Látogatottság:  72 740 fő
- Pontszerzés
  - 1. negyed
    - NYG - Lawrence Tynes 29 yard field goal, 4:53. Giants 3-0. Drive: 14 play, 71 yard, 7:48.

  - 2. negyed
    - NYG - Lawrence Tynes 37 yard field goal, 11:46. Giants 6-0. Drive: 7 play, 38 yard, 3:04.
    - GB - Donald Driver 90 yard passz Brett Favretól (Mason Crosby rúgása), 11:33. Packers 7-6. Drive: 1 play, 90 yard, 0:23.
    - GB - Mason Crosby 36 yard field goal, 1:34. Packers 10-6. Drive: 8 play, 29 yard, 2:58.

  - 3. negyed
    - NYG - Brandon Jacobs 1 yard futás (Lawrence Tynes rúgása), 8:01. Giants 13-10. Drive: 12 play, 69 yard, 7:04.
    - GB - Donald Lee 12 yard passz Brett Favretól (Mason Crosby rúgása), 5:07. Packers 17-13. Drive: 6 play, 39 yard, 2:56.
    - NYG - Ahmad Bradshaw 4 yard futása (Lawrence Tynes rúgása, 2:19. Giants 20-17. Drive: 7 play, 57 yard, 2:48.

  - 4. negyed
    - GB - Mason Crosby 37 yard field goal, 11:51. Döntetlen 20-20. Drive: 4 play, 0 yard, 2:14.

  - Hosszabbítás
    - NYG - Lawrence Tynes 47 yard field goal, 12:34. Giants 23-20. Drive: 4 play, 5 yard, 1:39.

## Super Bowl XLII
|          | 1 | 2 | 3 | 4  | Végeredmény |
| -------- | - | - | - | -- | ----------- |
| Giants   | 3 | 0 | 0 | 14 | 17          |
| Patriots | 0 | 7 | 0 | 7  | 14          |

a University of Phoenix Stadiumban,  Glendale (Arizona), Arizona
- Kezdés idő: 6:25 p.m. EST/ 4:25 p.m. MST
- Időjárás: fedett stadionban játszották
- Közvetítők (FOX): Joe Buck, Troy Aikman, Pam Oliver és Chris Myers
- Főbíró: Mike Carey
- Látogatottság: 71 101 fő
- Pontszerzés
  - 1. negyed
    - NYG - Lawrence Tynes 32 yard field goal, 5:01. Giants 3-0. Drive: 16 play, 63 yard, 9:59.

  - 2. negyed
    - NE - Laurence Maroney 1 yard futás (Stephen Gostkowski rúgása), 14:57. Patriots 7-3. Drive: 12 play, 56 yard, 5:04.

  - 3. negyed
    - Semmi

  - 4. negyed
    - NYG - David Tyree 5 yard passz Eli Manningtől (Lawrence Tynes rúgása), 11:05. Giants 10-7. Drive: 6 play, 80 yard, 3:47.
    - NE - Randy Moss 6 yard passz Tom Bradytől (Stephen Gostkowski rúgása), 2:42. Patriots 14-10. Drive: 12 play, 80 yard, 5:15.
    - NYG - Plaxico Burress 13 yard passz Eli Manningtől (Lawrence Tynes rúgása), 0:35. Giants 17-14. Drive: 12 play, 83 yard, 2:10.

## Összegzés
|  |                                   |                                   |                                   |                               |                               |                               |                            |                            |   |              |                                           |                                           |                                           |  |  |                                            |                                            |                                            |
|  | Január 5. - Qwest Field           | Január 5. - Qwest Field           | Január 5. - Qwest Field           |                               |                               | Január 12. - Lambeau Field    | Január 12. - Lambeau Field | Január 12. - Lambeau Field |   |              |                                           |                                           |                                           |  |  |                                            |                                            |                                            |
|  | Január 5. - Qwest Field           | Január 5. - Qwest Field           | Január 5. - Qwest Field           |                               |                               | Január 12. - Lambeau Field    | Január 12. - Lambeau Field | Január 12. - Lambeau Field |   |              |                                           |                                           |                                           |  |  |                                            |                                            |                                            |
|  | 6                                 | Washington                        | 14                                |                               |                               | 3                             | Seattle                    | 20                         |   |              |                                           |                                           |                                           |  |  |                                            |                                            |                                            |
|  | 3                                 | Seattle                           | 35                                |                               |                               | 2                             | Green Bay                  | 42                         |   |              | Január 20. - Lambeau Field (hosszabbítás) | Január 20. - Lambeau Field (hosszabbítás) | Január 20. - Lambeau Field (hosszabbítás) |  |  |                                            |                                            |                                            |
|  |                                   |                                   |                                   | NFC                           |                               |                               |                            |                            |   |              | Január 20. - Lambeau Field (hosszabbítás) | Január 20. - Lambeau Field (hosszabbítás) | Január 20. - Lambeau Field (hosszabbítás) |  |  |                                            |                                            |                                            |
|  |                                   |                                   |                                   |                               |                               |                               |                            |                            | 5 | N. Y. Giants | 23                                        |                                           |                                           |  |  |                                            |                                            |                                            |
|  | Január 6. - Raymond James Stadium | Január 6. - Raymond James Stadium | Január 6. - Raymond James Stadium | Január 13. - Texas Stadium    | Január 13. - Texas Stadium    | Január 13. - Texas Stadium    |                            |                            | 2 | Green Bay    | 20                                        |                                           |                                           |  |  |                                            |                                            |                                            |
|  | Január 6. - Raymond James Stadium | Január 6. - Raymond James Stadium | Január 6. - Raymond James Stadium | Január 13. - Texas Stadium    | Január 13. - Texas Stadium    | Január 13. - Texas Stadium    | NFC főcsoportdöntő         |                            |   |              |                                           |                                           |                                           |  |  |                                            |                                            |                                            |
|  | 5                                 | N. Y. Giants                      | 24                                | 5                             | N. Y. Giants                  | 21                            |                            |                            |   |              |                                           |                                           |                                           |  |  |                                            |                                            |                                            |
|  | 4                                 | Tampa Bay                         | 14                                |                               |                               | 1                             | Dallas                     | 17                         |   |              |                                           |                                           |                                           |  |  | Február 3. - University of Phoenix Stadium | Február 3. - University of Phoenix Stadium | Február 3. - University of Phoenix Stadium |
|  | Wild card-forduló                 | Wild card-forduló                 | Wild card-forduló                 |                               |                               | Főcsoport-elődöntő            | Főcsoport-elődöntő         | Főcsoport-elődöntő         |   |              |                                           |                                           |                                           |  |  | Február 3. - University of Phoenix Stadium | Február 3. - University of Phoenix Stadium | Február 3. - University of Phoenix Stadium |
|  |                                   |                                   |                                   |                               |                               |                               |                            |                            |   |              |                                           |                                           |                                           |  |  | 5                                          | N. Y. Giants                               | 17                                         |
|  | Január 6. - Qualcomm Stadium      | Január 6. - Qualcomm Stadium      | Január 6. - Qualcomm Stadium      |                               |                               | Január 13. - RCA Dome         | Január 13. - RCA Dome      | Január 13. - RCA Dome      |   |              |                                           |                                           |                                           |  |  | 1                                          | New England                                | 14                                         |
|  | Január 6. - Qualcomm Stadium      | Január 6. - Qualcomm Stadium      | Január 6. - Qualcomm Stadium      | Super Bowl XLII               |                               | Január 13. - RCA Dome         | Január 13. - RCA Dome      | Január 13. - RCA Dome      |   |              |                                           |                                           |                                           |  |  |                                            |                                            |                                            |
|  | 6                                 | Tennessee                         | 6                                 |                               |                               | 3                             | San Diego                  | 28                         |   |              |                                           |                                           |                                           |  |  |                                            |                                            |                                            |
|  | 3                                 | San Diego                         | 17                                |                               |                               | 2                             | Indianapolis               | 24                         |   |              | Január 20. - Gillette Stadium             | Január 20. - Gillette Stadium             | Január 20. - Gillette Stadium             |  |  |                                            |                                            |                                            |
|  |                                   |                                   |                                   | AFC                           |                               |                               |                            |                            |   |              | Január 20. - Gillette Stadium             | Január 20. - Gillette Stadium             | Január 20. - Gillette Stadium             |  |  |                                            |                                            |                                            |
|  |                                   |                                   |                                   |                               |                               |                               |                            |                            | 3 | San Diego    | 12                                        |                                           |                                           |  |  |                                            |                                            |                                            |
|  | Január 5. - Heinz Field           | Január 5. - Heinz Field           | Január 5. - Heinz Field           | Január 12. - Gillette Stadium | Január 12. - Gillette Stadium | Január 12. - Gillette Stadium |                            |                            | 1 | New England  | 21                                        |                                           |                                           |  |  |                                            |                                            |                                            |
|  | Január 5. - Heinz Field           | Január 5. - Heinz Field           | Január 5. - Heinz Field           | Január 12. - Gillette Stadium | Január 12. - Gillette Stadium | Január 12. - Gillette Stadium | AFC főcsoportdöntő         |                            |   |              |                                           |                                           |                                           |  |  |                                            |                                            |                                            |
|  | 5                                 | Jacksonville                      | 31                                | 5                             | Jacksonville                  | 20                            |                            |                            |   |              |                                           |                                           |                                           |  |  |                                            |                                            |                                            |
|  | 4                                 | Pittsburgh                        | 29                                |                               |                               | 1                             | New England                | 31                         |   |              |                                           |                                           |                                           |  |  |                                            |                                            |                                            |